# Hypsignathus monstrosus
Hypsignathus monstrosus hay dơi quả đầu búa là một loài động vật có vú trong họ Dơi quạ, bộ Dơi. Loài này được H. Allen mô tả năm 1861.

## Hình ảnh

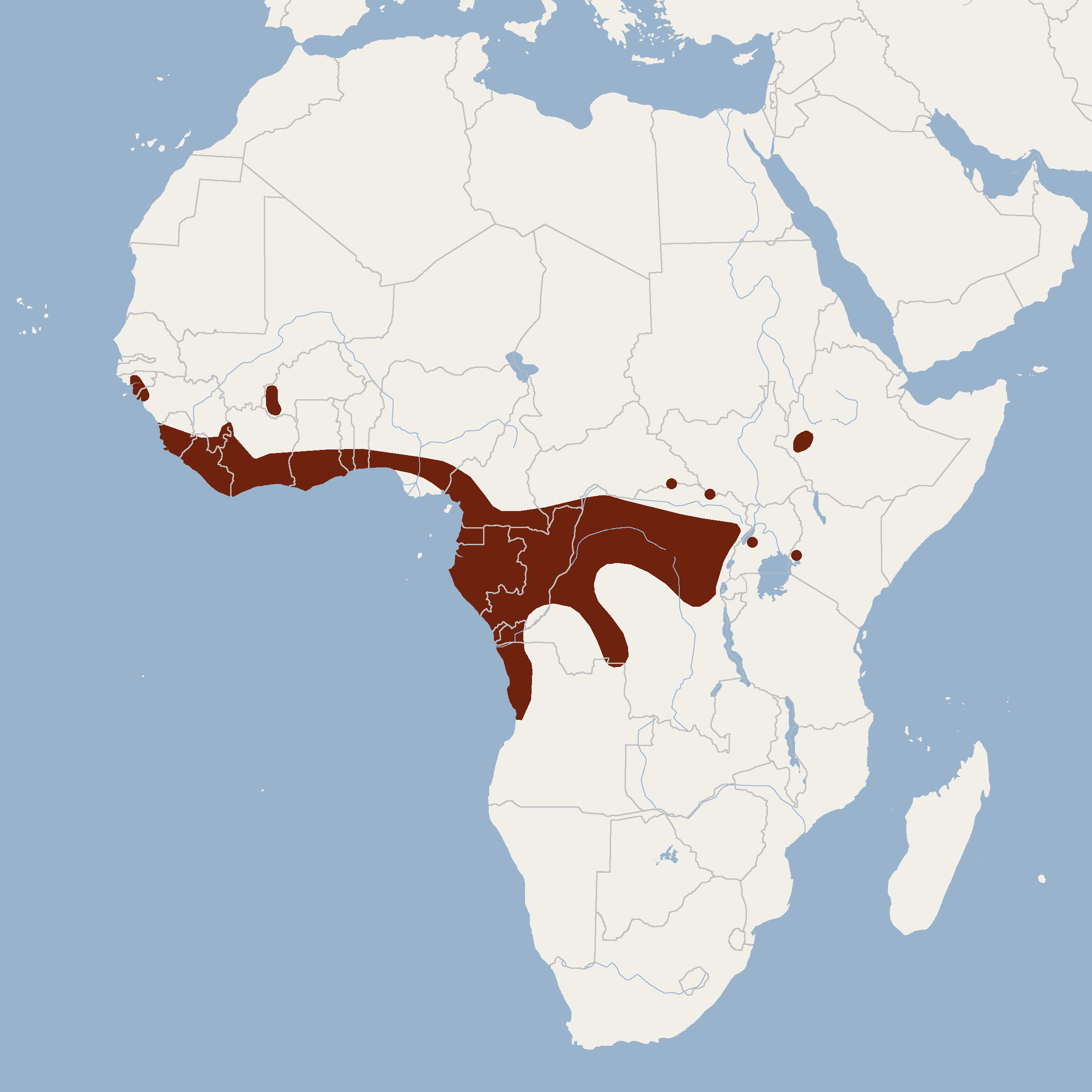